# Gnophos delitescens
Gnophos delitescens là một loài bướm đêm trong họ Geometridae.